# Bianor eximius
Bianor eximius là một loài nhện trong họ Salticidae.
Loài này thuộc chi Bianor. Bianor eximius được Wanda Wesołowska & Haddad miêu tả năm 2009.